# Braza (náutica)

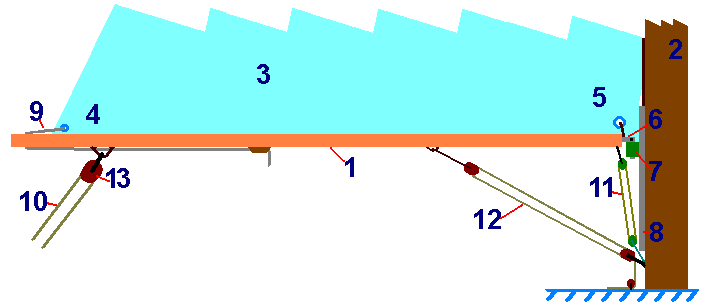
Esquema de botavara.
10. Osta (Braza)
11. Burro (Osta, Amura de mesana)
12. Cunningham

En náutica, la Braza (ant. Brazo) es cada uno de los cabos del jarcia de labor de la arboladura, que sirven para mover las velas en sentido horizontal y sujetarlas, manteniéndolas en la posición conveniente para que las velas reciban el viento en dirección apropiada al modo como en cada caso se navega. (fr. Bras; ing. Brace; it. Braccio).

## Tipos

### Por su forma
- Braza simple: según estén formadas por una sola tira hecha firme por un chicote al penol, como son las vergas de juanete y sobrejuanete
- Braza doble: pasando por seno laboree  por un motón encapillado en el penol, como de ordinario son las de las vergas de gavia y mayores.

### Por su conjunto
- Brazas de babor: es la braza que esta al costado de babor.
- Brazas de estribor: es la braza que esta al costado de estribor.
- Brazas de barlovento: es la braza que recibe el viento.
- Brazas de sotavento: es la braza por la que escapa el viento.

### Por su posición
Se les da el nombre de la verga a la que respectivamente pertenecen. Aunque hay algunas con nombres especiales:
- Contrabrazas: son las brazas suplementarias que se amarran a las vergas bajas o a las de gavia en ayuda de las brazas reales.
- Contraosta:
- Osta: